# ماري جان إروين
ماري جان إروين (بالإنجليزية: Mary Jane Irwin)‏ هي عالمة حاسوب أمريكية. كانت في هيئة التدريس في جامعة ولاية بنسلفانيا منذ عام 1977. وأنها خبيرة دولية في هندسة الحاسوب. تشمل اهتماماتها البحثية والتعليمية هندسة الحاسوب، تصميم نظام الحوسبة المدمجة والمحمولة، الطاقة والموثوقية للتصميم، والتكنولوجيات الناشئة في نظام الحوسبة.

## السيرة الذاتية

### التعليم
تلقت ماري جان إروين شهادة الباكالوريا في الرياضيات من جامعة ممفيس في عام 1971، ولها شهادة الماجستير والدكتوراه في علم الحاسوب من جامعة إلينوي في 1975 و1977، على التوالي. أشرف بحثها أطروحة حول موضوع حساب الحاسوب من قبل الدكتور جيمس روبرتسون.

### المسار المهني
إنضمت ماري جان إروين لهيئة التدريس بجامعة ولاية بنسلفانيا كأستاذة مساعدة في عام 1977، وتمت ترقيتها إلى رتبة أستاذة رسمية في عام 1989.
عملت إروين في مجال الهندسة بالتطبيق، بما في ذلك تصميم وتنفيذ والاختبار الميداني من ثلاثة تصاميم من مستوى مجلس الإدارة المختلفة --- حسابيات المكعب، MGAP وSPARTA. مع طالبها روبرت أوينس وضعوا مجموعة من أدوات الهندسة المهمارية والمنطق وتصميم الدوائر بما في ذلك الفنان، المنطقي، والمحلل.
في أواخر 1993، عملت إروين في مجال الموارد مقيدة تصميم النظام بما في ذلك الأنظمة المدمجة التي حدت من عمر البطارية ومساحة الذاكرة المحدودة، وأنظمة الشبكات وأجهزة الإستشعارات التي لديها موارد محدودة للغاية. مع زملاء لها، وضعوا محاكاة معمارية على مستوى الطاقة، طاقة مفردة.
عملت إروين مؤخرا في عدة دوائر تقنية.

### خدمة الحاسبات للمجتمع
أدت إروين خدمة واسعة للمجتمع العلمي خاصة علم الحاسوب. وهي عضوة في مجلس جيش العلوم والتكنولوجيا، لجنة اختيار الزملاء برابطة مكائن الحوسبة، والمجلس الاستشاري للبحوث الخارجية لمايكروسوفت، ولجنة العضوية للأكاديمية الوطنية للهندسة (رئيسة لفئة من عام 2012). وفي السابق كانت المؤسسة المشاركة والمحررة ورئيسة مجلة رابطة مكائن الحوسبة للتكنولوجيات الناشئة في أنظمة الحاسبات وأيضا المحررة العامة لرابطة مكائن الحوسبة.

### الحياة الشخصية
تزوجت ماري جان إروين في يوليو 1966، ورزقت بإبن واحد، جون، وهو أيضا عالم حاسوب، وابنة في القانون، ألا، ولها حفيدين هم كاي وميلو.

## الأوسمة والجوائز
دخلت إروين إلى الأكاديمية الأمريكية للفنون والعلوم في عام 2009. وفي عام 2010، نالت جائزة المحاضرة أثينا لرابطة مكائن الحوسبة، بعد أن تم ترشيحها بشكل منفصل من قبل كل من معمارية الحاسوب والمجتمعات البحثية لأتمتة التصميم. تقلقت إروين الدكتوراه الفخرية من جامعة شالمر بالسويد.
يبين الجدول التالي قائمة بجميع الجوائز التي تلقتها:
| السنة | الجائزة                             | مصادر |
| ----- | ----------------------------------- | ----- |
| 1995  | جمعية مهندسي الكهرباء والإلكترونيات | [ 2 ] |
| 1996  | رابطة مكائن الحوسبة                 | [ 3 ] |
| 2003  | الأكاديمية الوطنية للهندسة          | [ 4 ] |
| 2003  | جمعية مهندسي الكهرباء والإلكترونيات | [ 5 ] |
| 2004  | جائزة ماري باستيلي                  | [ 6 ] |
| 2005  | رابطة مكائن الحوسبة                 | [ 7 ] |
| 2006  | جمعية البحث العلمي                  | [ 8 ] |
| 2007  | جائزة أنيتا بورغ للقيادة التقنية    | [ 9 ] |
| 2009  | الجمعية الأمريكية لتقدم العلوم      |       |
| 2010  | رابطة مكائن الحوسبة                 |       |